# Louis Armstrong

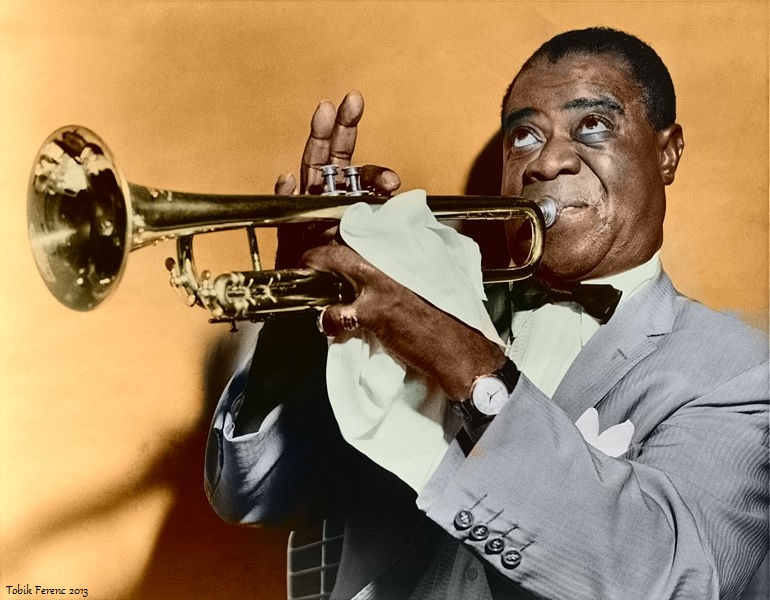
Louis Armstrong, 1953

Louis Daniel Armstrong, genannt „Satchmo“ (* 4. August 1901 in New Orleans; † 6. Juli 1971 in New York City) war ein US-amerikanischer Jazztrompeter und  Sänger. Er prägte maßgeblich die Entwicklung des Jazz und gilt als einer der bedeutendsten Musiker des 20. Jahrhunderts.

## Leben

### Jugend in New Orleans
Louis Armstrong gab stets den 4. Juli, also den Unabhängigkeitstag der Vereinigten Staaten, des Jahres 1900 als sein Geburtsdatum an. Dies war insbesondere beim afroamerikanischen Teil der Bevölkerung der Vereinigten Staaten oft üblich, wenn das eigene Geburtsdatum und die Geburtsumstände nicht bekannt waren oder nicht den gesellschaftlichen Vorstellungen entsprachen. Dazu passt auch, dass er sich ein Jahr älter machte und seine Geburt in das Jahr der Jahrhundertwende vorverlegte, was ihm als Jugendlichen den Zutritt zu den Etablissements von Storyville, dem Vergnügungsviertel von New Orleans, erleichterte. Erst aus seinem 1983 (also posthum) entdeckten Taufschein geht das tatsächliche Geburtsdatum – der 4. August 1901 – hervor.
Er wurde in ärmliche Verhältnisse geboren und wuchs nur zeitweilig bei seiner Mutter auf. Ab dem sechsten Lebensjahr lebte er einige Jahre lang bei einer aus Litauen eingewanderten jüdischen Familie, bei der er auch jiddische Lieder lernte. Als Siebenjähriger musste er Zeitungen verkaufen. Anfang 1913 wurde er wegen Unruhestiftung in eine Anstalt für obdachlose afroamerikanische Jugendliche eingewiesen, nachdem er in der Silvesternacht mit dem Revolver seines Onkels in die Luft geschossen hatte. In dem streng organisierten Heim erlernte Armstrong die Grundlagen des Kornettspiels. Bis 1918 schlug er sich mit kleinen Jobs und ersten Auftritten als Musiker im Rotlichtmilieu der Stadt durch.

### Anfänge als Jazzmusiker
Von 1918 bis 1919 spielte Armstrong regelmäßig in der Band von Fate Marable auf einem Mississippi-Dampfer, die die Passagiere auf den langen Fahrten flussaufwärts unterhielt. 1918 soll ihn dabei der 15-jährige Bix Beiderbecke in Davenport gehört haben. Im selben Jahr  ersetzte er den Trompeter King Oliver in der Band, die dieser zusammen mit dem Posaunisten Kid Ory leitete. Als Oliver nach Chicago zog, folgte Armstrong ihm 1922 nach und stieß als 2. Trompeter zu King Oliver’s Creole Jazz Band hinzu, die im Lincoln Gardens Café in der South Side von Chicago spielte.
Aus dieser Zeit gibt es bereits erste Tondokumente (u. a. Chimes Blues). Insbesondere bei seinen Live-Auftritten soll das Duo Oliver und Armstrong mit seinen zweistimmigen Break-Improvisationen nach zahlreichen Berichten von Zeitzeugen Musikgeschichte geschrieben haben. 1924 heiratete Armstrong Lilian „Lil“ Hardin, die aus  Memphis stammende Pianistin der Band. Kurz darauf wechselte er auf ihr Anraten hin in die Band von Fletcher Henderson, wo er rasch zum Starsolisten avancierte und nicht mehr im Schatten seines Lehrmeisters Oliver stand.

### Die Hot Five und Hot Seven

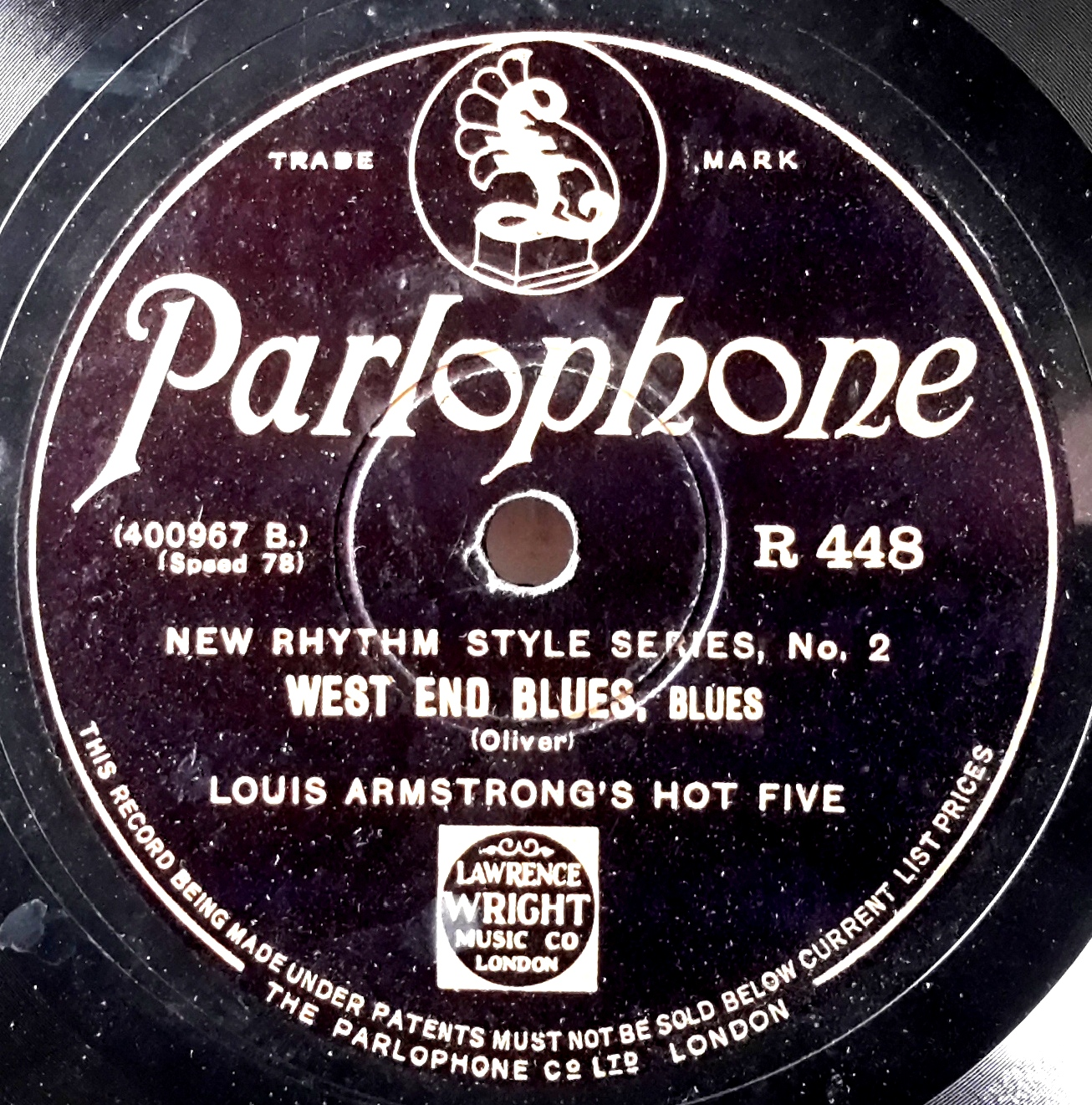
Zeitgenössische britische Lizenzpressung von 1928

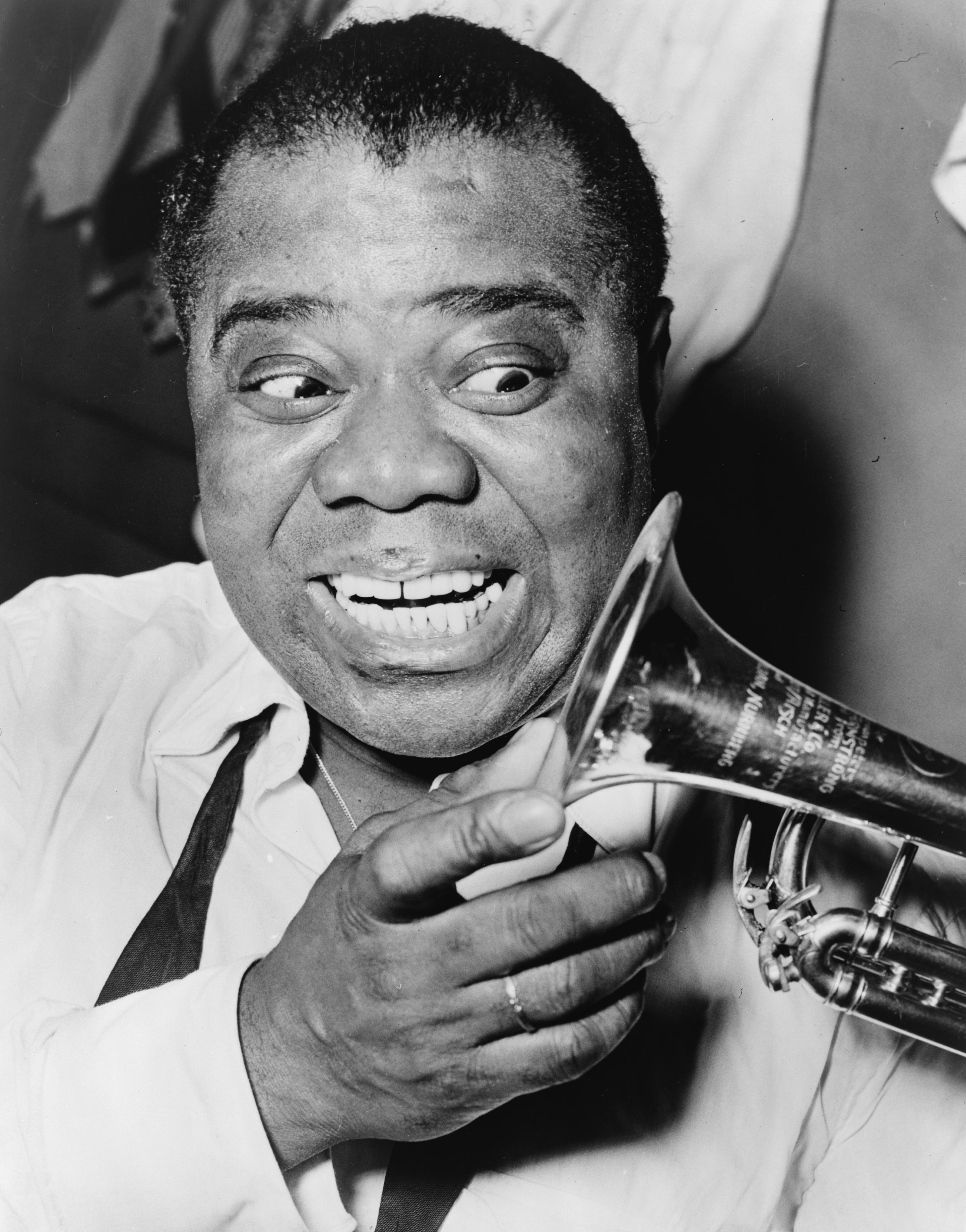
Louis Armstrong, 1953

1925 verließ Armstrong die Henderson-Band. Ab diesem Jahr entstanden zahlreiche Aufnahmen, die Lil und er hauptsächlich mit Quintett- und Septett-Formationen machten, die sich Louis Armstrong and His Hot Five bzw. Hot Seven nannten. Viele dieser Aufnahmen gelten heute als Meilensteine der Jazzgeschichte. Es entstanden richtungsweisende Aufnahmen wie West End Blues (von Jazzkritikern zur Jazzplatte des Jahrhunderts gewählt), Potato Head Blues, Struttin’ with Some Barbecue, Wild Man Blues, Fireworks und Heebie Jeebies. In einigen dieser Aufnahmen stellte er auch sein Talent als Sänger unter Beweis, insbesondere beim Scat-Gesang. Bemerkenswert ist auch seine Zusammenarbeit mit dem Pianisten Earl Hines in den späten 1920er Jahren. 1927 wechselte Armstrong dem allgemeinen Trend folgend vom weicher klingenden Kornett zur härteren Trompete.

### Der Weltstar

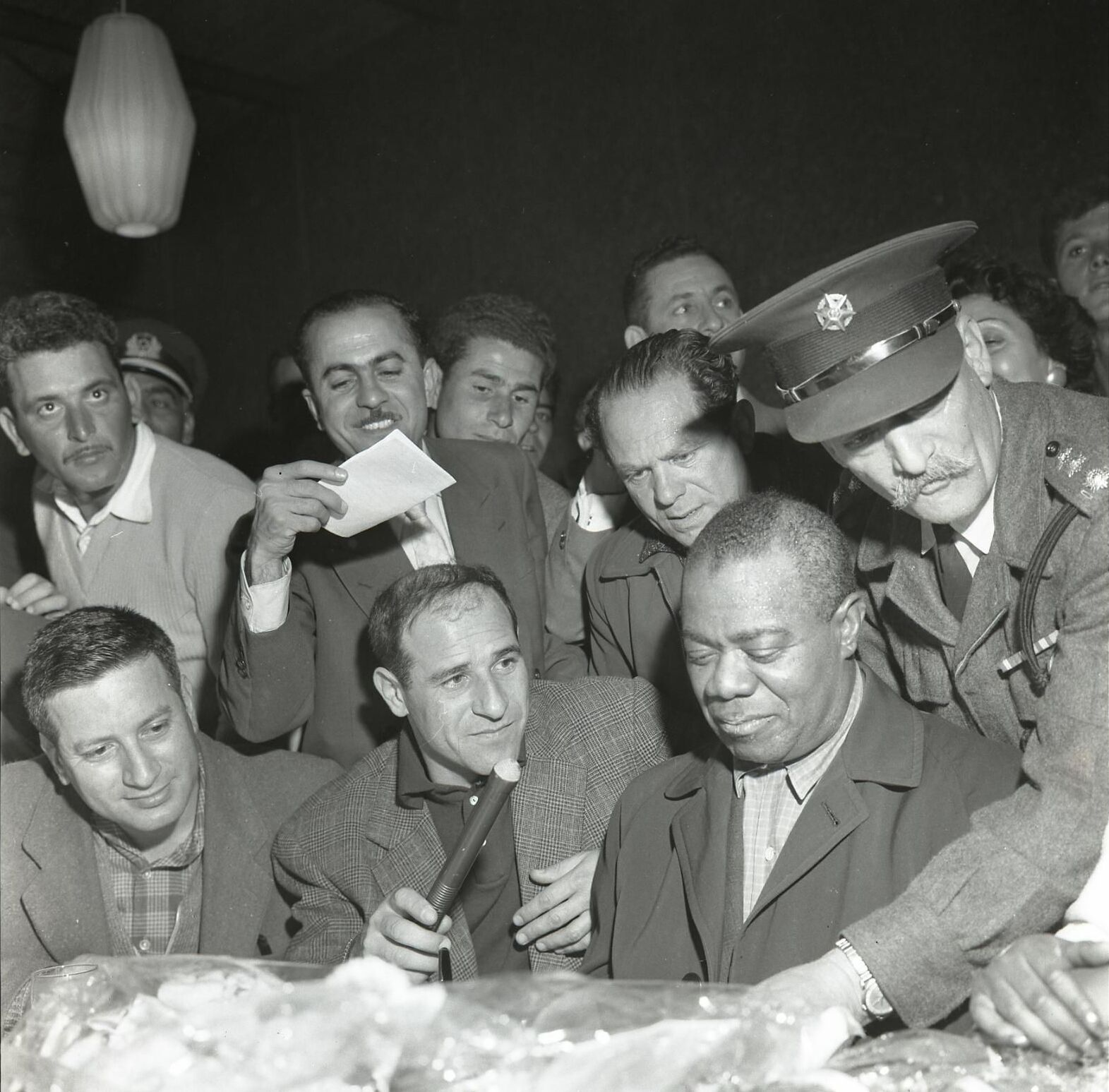
Louis Armstrong in Israel, 1959

Deutsche Single Onkel Satchmo’s Lullaby im Duett mit Gabriele, 1959

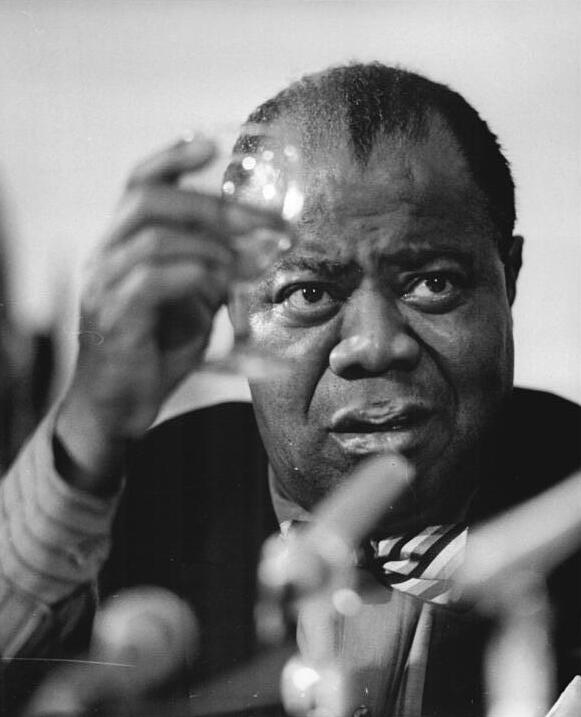
Auf einer Pressekonferenz in Ost-Berlin, 19. März 1965

Bereits 1926 gelang ihm mit Kid Orys Muskrat Ramble sein erster Hit in den Billboard-Charts, dem bis 1966 noch 78 weitere folgten. Im Februar 1932 gelang ihm der erste Nummer-1-Hit mit einer Version von All of Me. Seit den frühen 1930er Jahren, während deren sich der neue Jazz-Stil des Swing entwickelte, trat er der neuen Mode folgend vorwiegend in Big Bands auf (u. a. dem Orchester von Luis Russell) und wurde rasch innerhalb und außerhalb der Vereinigten Staaten bekannt. Ab 1932 führten ihn zahlreiche Tourneen nach Europa, später in die ganze Welt. 1947 löste er seine Big Band auf und kehrte wieder zu seinen Ursprüngen, dem New Orleans Jazz und den kleinen Formationen zurück (Louis Armstrong and his All Stars feat. Velma Middleton). In den 1950er und 1960er Jahren war es insbesondere sein Talent als Sänger und Entertainer, das ihn zum Weltstar machte. Eine weitere Steigerung seiner Popularität erzielte er durch die Hollywoodfilme, bei denen er mitwirkte, wie z. B. Die Glenn Miller Story, Die oberen Zehntausend und Hello, Dolly!.
Nicht zuletzt wegen seiner weltweiten Berühmtheit wurde er in der Hochzeit des Kalten Krieges in den 1950er Jahren von der US-Regierung als musikalischer Botschafter in den Ost-West-Konflikt entsandt. 1965 machte er eine Tournee durch die DDR, auf der er an acht Tagen siebzehn Konzerte gab. Ab 1956 bereiste er zusammen mit Künstlern wie Benny Goodman den Ostblock sowie die sowohl von den Vereinigten Staaten als auch der UdSSR umworbenen Staaten in Afrika und Asien. So kamen 1956 im heutigen Ghana 100.000 Menschen in ein Stadion, um ihn zu erleben. Zusammen mit weiteren Stars des Jazz wie Dizzy Gillespie und Duke Ellington nutzte Armstrong seine Popularität auf seinen Tourneen auch, um für die Afroamerikaner Menschen- und Bürgerrechte einzufordern. So weigerte er sich 1957 wegen der Rassentrennung in den Vereinigten Staaten, im Auftrag des Außenministeriums in die UdSSR zu reisen.
Seine unermüdliche Energie und seine vielen Auftritte forderten schon früh gesundheitlichen Tribut. Angesichts mehrerer ernster Krisen rieten die Ärzte ihm vom Trompetespielen ab, um seine Gesundheit zu schonen. Dem Publikum und seinem Ehrgeiz verpflichtet, verlegte er sich seit dieser Zeit mehr auf den Gesang. In dieser Zeit konnte er jedoch, von Ausnahmen abgesehen (u. a. die Gesangsduette mit Ella Fitzgerald, zum Beispiel auf Ella and Louis), wegen seiner körperlichen Schwäche nicht mehr an die bahnbrechenden Leistungen der 1920er und 1930er Jahre als Jazztrompeter und Jazzsänger anknüpfen.
Aufgrund von Wasseransammlungen im ganzen Körper lag Armstrong von September 1968 bis April 1969 fast durchgehend im Beth Israel Hospital in New York. Joe Glaser, der seit 1935 sein Manager war, erlitt Anfang 1969 einen Schlaganfall und wurde ins selbe Krankenhaus wie sein Klient gebracht. Er starb am 4. Juni 1969. Armstrong war vom Tod Glasers, zu dem er neben dem geschäftlichen auch ein gutes persönliches Verhältnis hatte, schwer getroffen.
Louis Armstrong starb 1971 in New York im Alter von 69 Jahren an einem Herzinfarkt. Sein Grab befindet sich auf dem Flushing Cemetery in Queens.

## Bedeutung
Louis Armstrong gehörte zu den  einflussreichsten Musikern des 20. Jahrhunderts.

„Louis Armstrongs Position in der Jazzgeschichte ist ohne Vergleich. Wenn es ihn nicht gäbe, gäbe es uns nicht.“

„Kein Ton heute, im Radio, im Fernsehen, auf Platten, der nicht immer ein wenig von Armstrong herkäme. Man muss ihn vergleichen mit den anderen Großen, die die Kunst des Jahrhunderts formten – mit Strawinsky, Picasso, Schönberg, James Joyce. […]  Ohne Armstrong gäbe es keinen Jazz. Ohne Jazz keine moderne Tanz- und Pop- und Gebrauchsmusik. […]  Ohne ihn wäre der Jazz nur die lokale Volksmusik von New Orleans geblieben.“

Louis Armstrong hatte seine musikalischen Wurzeln im New-Orleans-Jazz. Er hat maßgeblichen Anteil an der dessen Entwicklung, auch  von der Kollektivimprovisation  zu dem herausgestellten Solo.
Für Jazztrompeter setzte er insbesondere in den 1920er Jahren technisch neue Maßstäbe. 
Louis Armstrong hat stilistisch fast alle nachkommenden Trompeter der traditionellen Jazzstile beeinflusst. Dieser ist auch heute noch bei jüngeren Musikern wie etwa Wynton Marsalis spürbar.
Darüber hinaus ist Armstrong, dessen unverwechselbare Stimme seine weltweite Popularität begründete, neben Billie Holiday und Ella Fitzgerald einer der bekanntesten Sänger des Jazz.

## Bekannte Stücke
Seine bekanntesten Lieder sind What A Wonderful World und Hello Dolly. 19 Titel von ihm erreichten die amerikanischen Top Ten. Dazu gehörten außerdem  Stardust, When the Saints Go Marching In, Ain’t Misbehavin’, Stompin’ at the Savoy und Dream a Little Dream of Me. Bekannt ist auch seine Interpretation von Kurt Weills Mack the Knife aus Bertolt Brechts Dreigroschenoper

## Konzerte und Tourneen

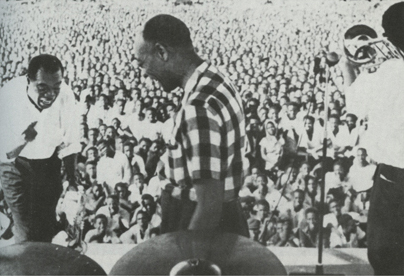
Konzert in Ghana vor über 100.000 Menschen, 1956

Louis Armstrong gab über zehntausend Konzerte in seiner musikalischen Laufbahn. Er reiste in fast fünfzig Länder auf allen Kontinenten, bei den Tourneen spielten er und seine Band oft zweimal täglich über mehrere Wochen fast ohne Unterbrechungen.
Louis Armstrong trat in der Bundesrepublik Deutschland 1952, 1955, 1961, 1962 und 1965 auf, in Österreich 1952 und 1961 und in der DDR 1965.

## Spitzname
Armstrongs Spitzname „Satchmo“ ist eine Verkürzung (Zusammenziehung) von Satchel mouth (zu deutsch etwa „Schulranzen-Mund“), eine Anspielung auf die Größe seines Mundes. Als Kind wurde er auch Gate mouth („Scheunentor-Mund“) genannt. Eine weitere Variante seiner Spitznamen in der Frühzeit war Dippermouth (etwa „Schöpflöffel-Mund“). Dieser Name inspirierte ihn zu dem Titel Dippermouth Blues.
Seinen Vornamen Louis pflegte er englisch mit hörbarem ‚s‘ auszusprechen (wie Lewis), und nicht französisch.

## Diskografische Hinweise
- Hot Fives & Sevens (JSP, 1925–1930) bzw. The Complete Hot Five and Hot Seven Recordings (Columbia/Legacy. 1925–1929) (4-CD set)
- The Early Years (1925–1931, mit Hot Seven und Hot Five)
- Satchmo at Symphony Hall (GRP, 1947)
- Louis Armstrong Plays W.C. Handy (Columbia, 1954)
- Ella and Louis (Verve, 1956, mit Ella Fitzgerald)
- Hello Dolly! (Kapp, 1964)
- What a Wonderful World (Bluebird, 1970)
- Louis Armstrong and his All-Stars: Satchmo Live in Berlin Friedrichstadtpalast: The Legendary Berlin Concert. (Jazzpoint Records, 2000)[7]

## Filmografie
Louis Armstrong wirkte in etwa 80 Filmen als Akteur oder mit seiner Musik zu Lebzeiten mit.
- 1936: Pennies from Heaven
- 1937: Jeder Tag ein Feiertag (Every Day’s a Holiday)
- 1938: Going Places
- 1941: Birth of the Blues
- 1943: Ein Häuschen im Himmel (Cabin in the Sky)
- 1945: Pillow to Post
- 1947: New Orleans
- 1951: Hochzeitsparade (Here Comes the Groom)
- 1951: Tödliches Pflaster Sunset Strip (The Strip)
- 1952: Glory Alley
- 1953: Die Glenn Miller Story (The Glenn Miller Story)
- 1956: Die oberen Zehntausend (High Society)
- 1959: Kærlighedens melodi
- 1959: Die Haltlosen (The Beat Generation)
- 1959: Fünf Pennies (The Five Pennies)
- 1959: Die Nacht vor der Premiere
- 1961: Paris Blues
- 1961: Auf Wiedersehen
- 1966: A Man Called Adam
- 1969: Hello, Dolly!

## Musical
Am 4. Dezember 2021 feierte A Wonderful World – The Louis Armstrong Musical im Colony Theatre in Miami Uraufführung. Das Stück ist ein Jukebox-Musical mit der Musik von Louis Armstrong, arrangiert von Branford Marsalis. Das Musical erzählt autobiografisch das Leben des Jazzmusikers aus der Perspektive der vier Frauen, mit denen er Beziehungen einging: Daisy Parker, Lillian Hardin, Alpha Smith und Lucille Wilson.

## Ehrungen (Auswahl)

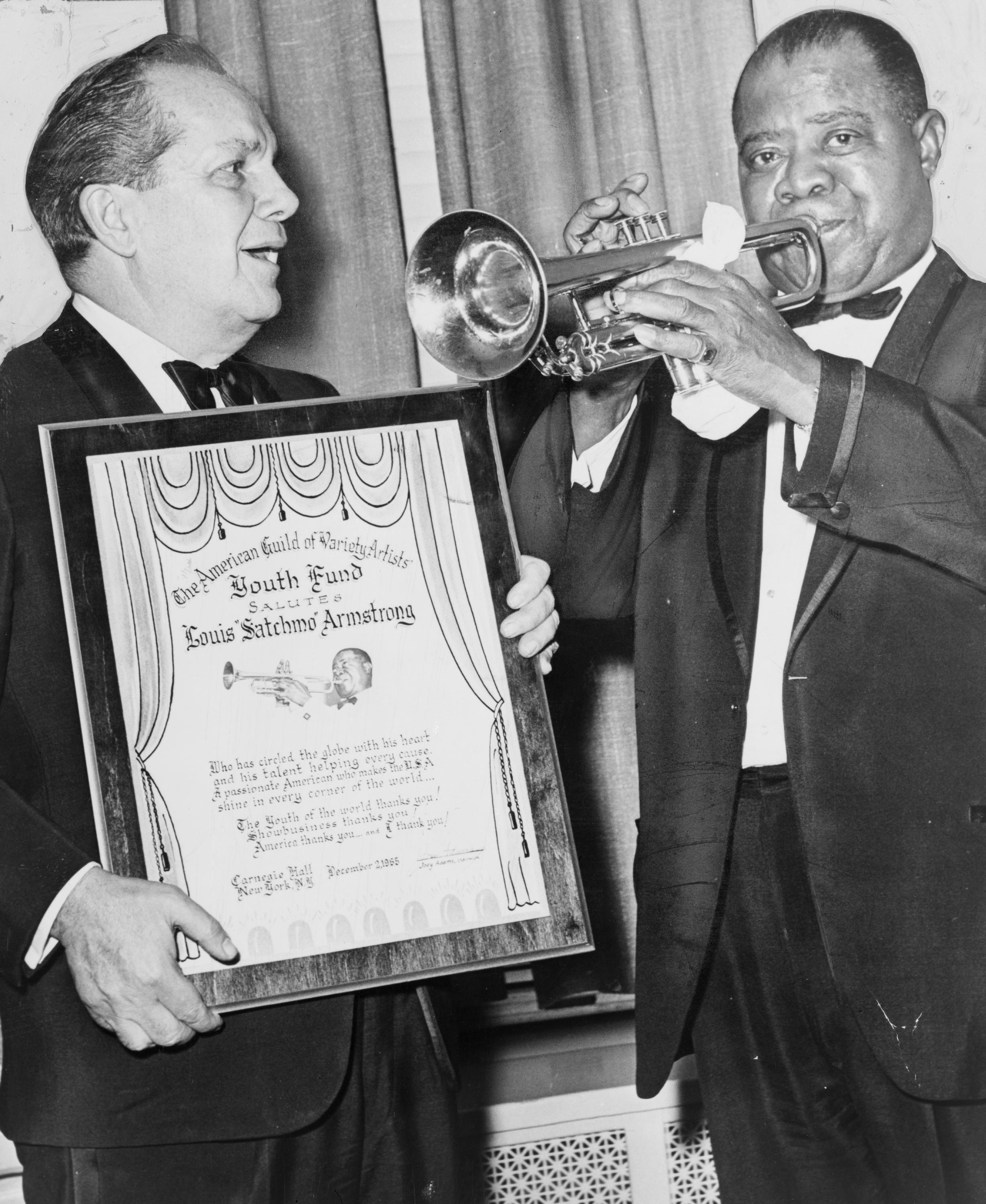
Der Präsident der American Guild of Variety Artists Youth Fund überreicht Armstrong eine Ehrenurkunde, 1966

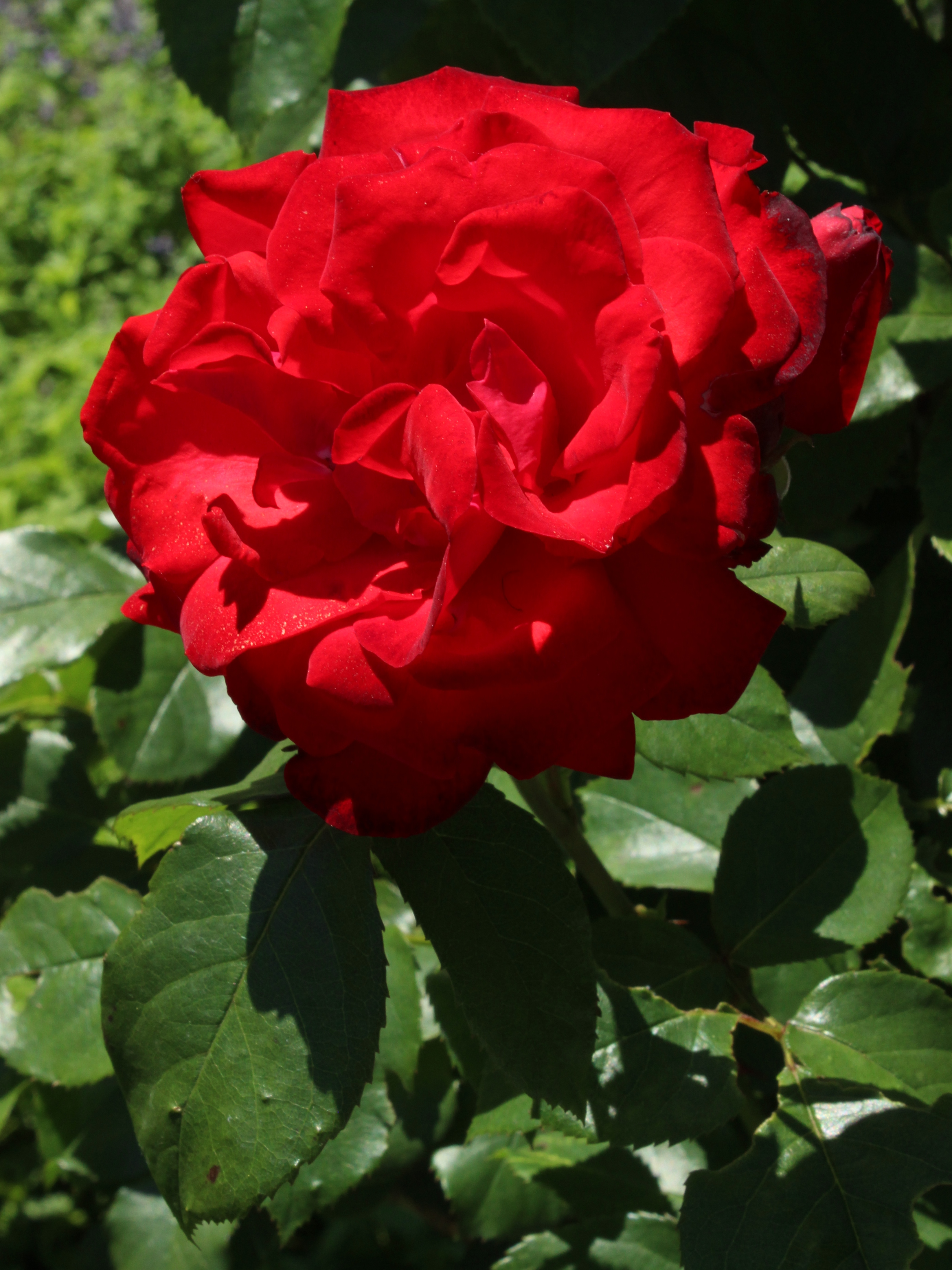
Die Floribundarose ‚Satchmo‘ (McGredy, 1970)

Die folgende – noch sehr unvollständige – Übersicht gibt einen Überblick über die Louis Armstrong zu Teil gewordenen Ehrungen vor und nach seinem Tod.
| Jahr | Ehrung | Quelle |
| ---- | --- | ------ |
| 1960 | Louis Armstrong erhält am 8. Februar 1960 einen Stern auf dem Hollywood Walk of Fame.                                                                                             | [ 9 ]  |
| 1964 | Louis Armstrong erhält für den Titel Hello Dolly! einen Grammy Award in der Kategorie „Best Male Pop Vocal Performance“.                                                          | [ 10 ] |
| 1970 | Samuel Darragh McGredy eine rote Floribundarose ein, die er Louis Armstrong zu Ehren ‚Satchmo‘ nannte.                                                                            | [ 11 ] |
| 2001 | Der in Kenner, 19 km außerhalb New Orleans liegende, Louis Armstrong New Orleans International Airport wurde 2001 anlässlich des 100. Geburtstages des Künstlers nach ihm benannt | [ 12 ] |
|      | Der zweitgrößte Tenniscourt in Flushing Meadows (US Open) ist nach Louis Armstrong benannt.                                                                                       |        |
|      | Der Louis Armstrong Park in New Orleans ist nach Louis Armstrong benannt. |        |

## Darstellung Armstrongs in der bildenden Kunst (unvollständig)
- Bert Heller: Ein König in Berlin / Louis Armstrong (1965, Mischtechnik auf Hartfaser, 100 cm × 180 cm; Sächsischer Kunstfonds)[13]

## Schriften
- Louis Armstrong: Swing That Music. Longmans, Green and Co., New York 1936. Neuauflage: Da Capo Press 1993, ISBN 0-306-80544-8.
- Louis Armstrong: Mein Leben in New Orleans (Satchmo – My Life in New Orleans). Diogenes-Verlag, Zürich 1985, ISBN 3-257-20359-4.